# NGC 3493
NGC 3493 est une vaste galaxie spirale barrée relativement éloignée et située dans la constellation du Petit Lion. NGC 3493 a été découverte par l'astronome britannique John Herschel en 1827.

## Caractéristiques
Sa vitesse par rapport au fond diffus cosmologique est de 9 207 ± 22 km/s, ce qui correspond à une distance de Hubble de 135,8 ± 9,5 Mpc (∼443 millions d'al).
NGC 3493 présente une large raie HI et son noyau est en retrait (RET retired nucleus en anglais).
À ce jour, trois mesures non basées sur le décalage vers le rouge (redshift) donnent une distance de 139,000 ± 5,292 Mpc (∼453 millions d'al), ce qui est à l'intérieur des valeurs de la distance de Hubble.